# Marsypianthes chamaedrys
Marsypianthes chamaedrys là một loài thực vật có hoa trong họ Hoa môi. Loài này được (Vahl) Kuntze mô tả khoa học đầu tiên năm 1891.

## Hình ảnh

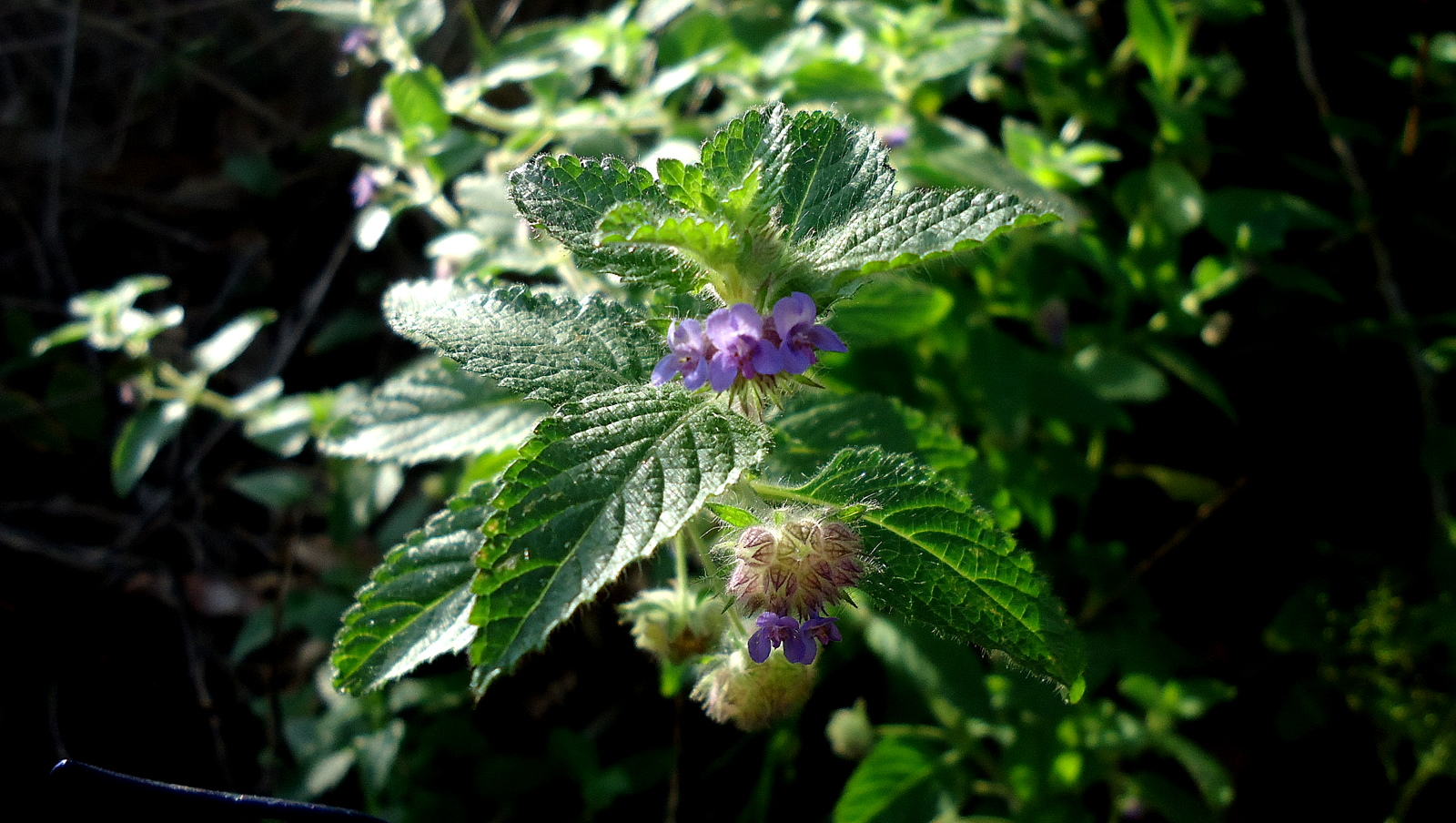
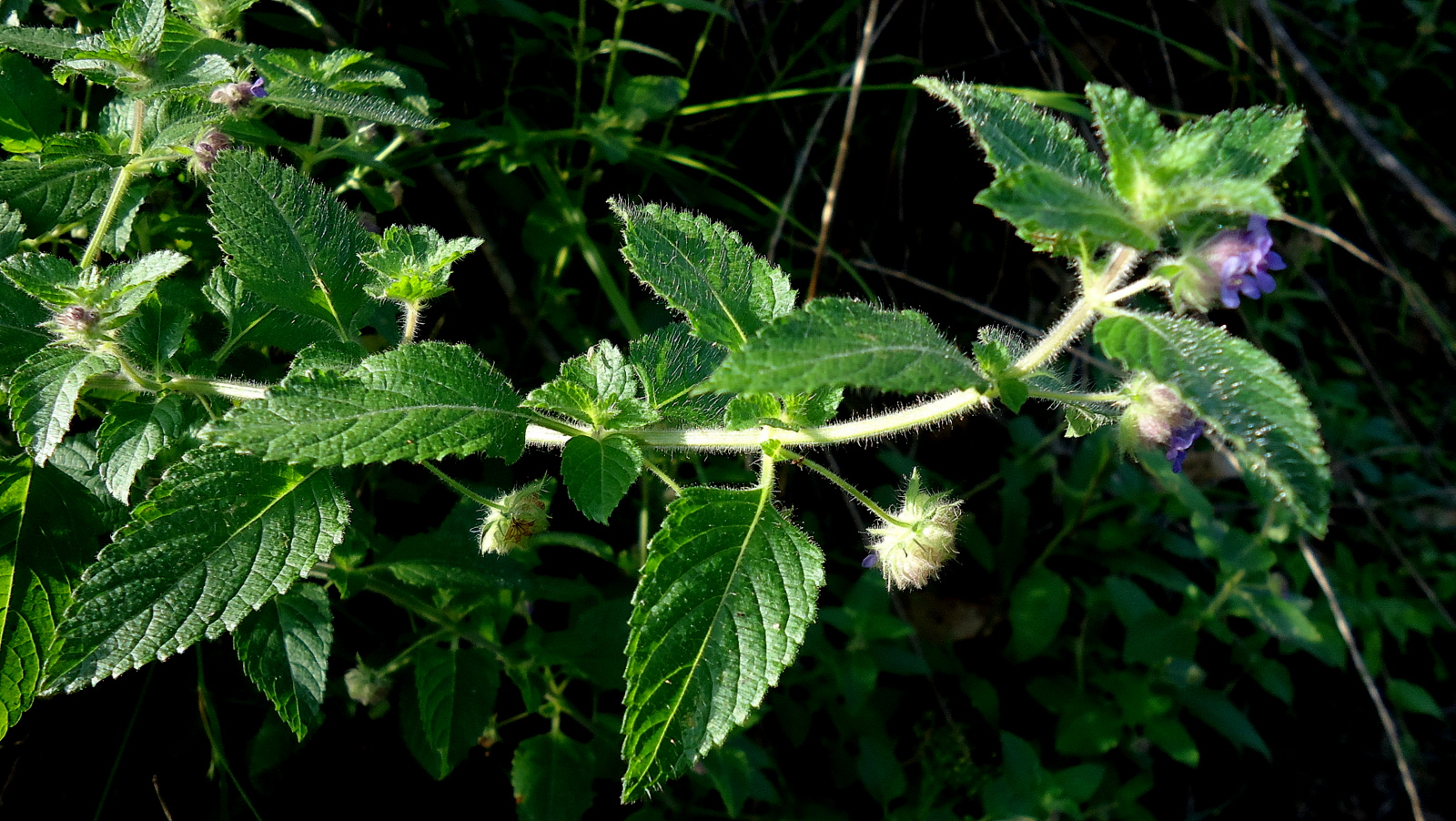
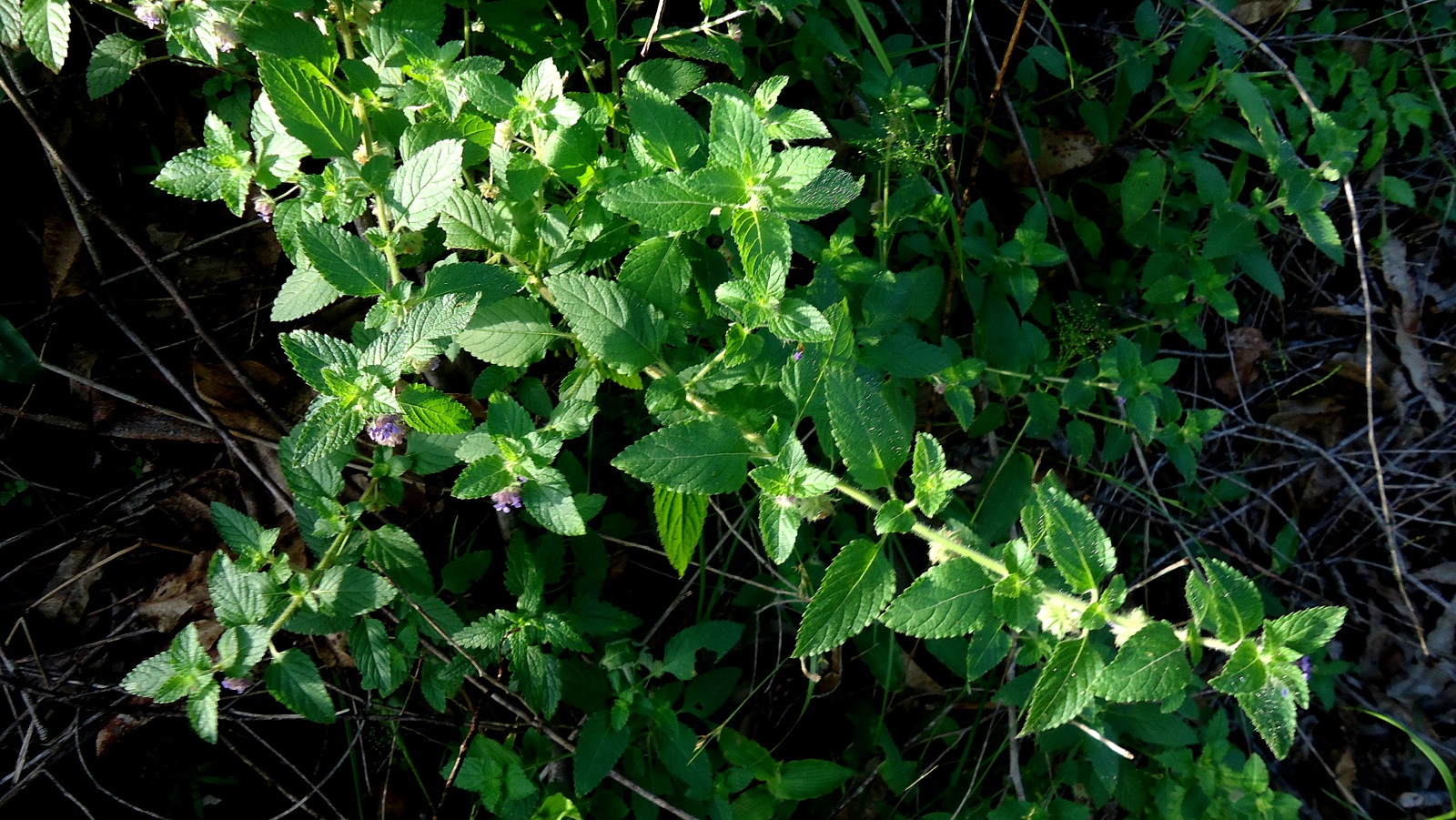